# Athous humeralis
Athous humeralis là một loài bọ cánh cứng trong họ Elateridae. Loài này được Fischer von Waldheim miêu tả khoa học năm 1824.